# Trajouce
Trajouce é uma aldeia localizada na freguesia de São Domingos de Rana, concelho de Cascais. Localizada no nordeste do concelho de Cascais, limita a norte com Cabra Figa, a nordeste com Asfamil e Casal do Penedo (Talaíde) a leste com Talaíde, a sudeste com a Conceição da Abóboda, a sul com a Abóboda e Matos Cheirinhos, a sudoeste com Tires, e finalmente a oeste com Pedras Alvas. Inclui também, dentro dos seus limites, os lugares de Cassanito, Cabeço de Cação e Poço de Cação.
É um dos mais vetustos assentamentos do concelho, existindo já aquando da fundação do Reino de Portugal. Possui como pontos de interesse o seu núcleo urbano histórico, chafarizes (um deles anteriormente um poço, mais tarde transformado), um depósito de água da década de 1940, o sítio arqueológico Villa Romana do Alto do Cidreira, a arquitetura tradicional do Casal do Cassanito, e finalmente, o seu lavadouro.
A localidade está provida de um cemitério, bem como da 56.ª esquadra da PSP, e ainda alberga as instalações da empresa pública intermunicipal Tratolixo (responsável pelo serviço público de tratamento de resíduos urbanos de Cascais, Sintra e Mafra). É atravessada pela ribeira de Sassoeiros e separada de Talaíde pela ribeira da Estribeira.

## Equipamentos
- Escola Básica 1º ciclo de Trajouce;
- Associação de Rancho Etno de Trajouce;
- Igreja Evangélica de Trajouce – “Assembleia de Deus”
- Canil de Trajouce
- Igreja Universal do Reino de Deus- "Centro de Ajuda"